# 米內托 (紐約州)
米內托（英語：Minetto）是一個位於美國紐約州奧斯威戈縣的鎮。

## 人口
根據2020年美國人口普查的數據，米內托的面積為15.70平方千米，當中陸地面積為15.00平方千米，而水域面積為0.70平方千米。當地共有人口1643人，而人口密度為每平方千米105人。